# Brassac (Tarn)
Brassac is een gemeente in het Franse departement Tarn (regio Occitanie) en telt 1482 inwoners (2006). De plaats maakt deel uit van het arrondissement Castres.

## Geografie
De oppervlakte van Brassac bedraagt 24,0 km², de bevolkingsdichtheid is 59,6 inwoners per km².
De onderstaande kaart toont de ligging van Brassac (Tarn) met de belangrijkste infrastructuur en aangrenzende gemeenten.

## Demografie
Onderstaande figuur toont het verloop van het inwonertal (bron: INSEE-tellingen).
1. ↑  Populations de référence 2022.